# Idaea ruficostata
Idaea ruficostata är en fjärilsart som beskrevs av Philipp Christoph Zeller 1849. Idaea ruficostata ingår i släktet Idaea och familjen mätare. Inga underarter finns listade i Catalogue of Life.